# Луций Каниний Галл (консул-суффект)
Лу́ций Кани́ний Галл (лат. Lucius Caninius Gallus; умер после 32 года, Римская империя) — римский политический деятель из плебейского рода Каниниев Галлов, консул-суффект во 2 году до н. э.

## Биография
Галл происходил из знатного плебейского рода Каниниев. Родом из Тускула, он либо сыном, либо внуком консула 37 года до н. э. Луция Каниния Галла.
Каниний начал свою гражданско-политическую карьеру с должности монетного триумвира, которую он занимал, по разным версиям, в 20, 19 или 18 году до н. э.; его коллегами по триумвирату были Луций Аквилий Флор, Марк Дурмий и Публий Петроний Турпилиан. Затем в какой-то момент времени он был эдилом Тускула. Во 2 году до н. э. Галл занимал должность консула-суффекта. Возможно, около 8 года он находился на посту проконсула провинции Африка. В правление императора Тиберия Галл был куратором, ответственным за содержание в надлежащем состоянии берегов реки Тибр и канализации города Рима.
Каниний входил в состав жреческой коллегии квиндецемвиров священнодействий. В 32 году Галл добивался включения недавно обнаруженных Сивиллиных книг в состав остальных книг. Хотя сенат дал на это своё согласие, Тиберий раскритиковал Галла, указывая на то, что он предварительно не выяснил происхождение этих книг и дождался резолюции коллегии квиндецемвиров священнодействий.